# Pío Romero Bosque
Pío Romero Bosque (ur. 1860, zm. 1935), salwadorski prawnik i polityk.
W swej karierze sprawował urzędy prezesa Sądu Najwyższego, ministra wojny i zarządzania oraz wiceprezydenta kraju. Od 1 marca 1927 do 1 marca 1931 był prezydentem Salwadoru. Mimo że potrafił przejawiać uzależnienie od wpływów rodziny plantatorów z Jorge Melendezem i Alfonso Quinonezem na czele, to jednak zdołał doprowadzić do demokratyzacji ustroju i wolnych wyborów prezydenckich w 1931.